# Castello Cabiaglio
Castello Cabiaglio är en ort och kommun i provinsen Varese i regionen Lombardiet i Italien. Kommunen hade 559 invånare (2018).